# Championnat du Japon de football 2005
Navigation
J1 League 2004 J1 League 2006
Le Championnat du Japon de football 2005 est la 40e édition de la première division japonaise et la 13e édition de la J.League. Le championnat a débuté le 5 mars 2005 et s'est achevé le 3 décembre 2005. 
Le championnat passe de 16 à 18 équipes avec un seul championnats, le 17e et le 18e sont reléguer en J.League J2 et le 16e dispute un match de barrage avec le 3e de J.League J2.

## Les clubs participants
Les 15 premiers de la J League 2004, les deux premiers de la J2 League 2004 et le vainqueur du barrage promotion-relégation participent à la compétition.
| Club                      | Dernière montée | Ville     | Classement 2004 | Entraîneur         | Depuis | Stade                            | Capacité | Nombre de saisons |
| ------------------------- | --------------- | --------- | --------------- | ------------------ | ------ | -------------------------------- | -------- | ----------------- |
| Urawa Red Diamonds        | 2001            | Saitama   | 1er             | Guido Buchwald     | 2004   | Stade Saitama 2002               | 63 700   | 12                |
| Yokohama F. Marinos       | -               | Yokohama  | 2e              | Takeshi Okada      | 2003   | Stade Nissan                     | 72 327   | 13                |
| Gamba Osaka               | -               | Suita     | 3e              | Akira Nishino      | 2002   | Stade commémoratif de l'Expo '70 | 21 000   | 13                |
| JEF United Ichihara Chiba | -               | Ichihara  | 4e              | Ivan Osim          | 2003   | ZA Oripri Stadium                | 14 051   | 13                |
| Júbilo Iwata              | 1994            | Iwata     | 5e              | Masakuni Yamamoto  | 2004   | Stade Yamaha                     | 16 893   | 12                |
| Kashima Antlers           | -               | Kashima   | 6e              | Toninho Cerezo     | 2000   | Stade de Kashima                 | 40 728   | 13                |
| Nagoya Grampus Eight      | -               | Nagoya    | 7e              | Nelsinho Baptista  | 2003   | Stade Toyota                     | 45 000   | 13                |
| FC Tokyo                  | 2000            | Tokyo     | 8e              | Hiromi Hara        | 2002   | Stade Ajinomoto                  | 50 000   | 6                 |
| Tokyo Verdy 1969          | -               | Tokyo     | 9e              | Osvaldo Ardiles    | 2003   | Stade Ajinomoto                  | 50 000   | 13                |
| Albirex Niigata           | 2004            | Niigata   | 10e             | Yasuharu Sorimachi | 2001   | Stade Denka                      | 42 300   | 2                 |
| Vissel Kobe               | 1997            | Kobe      | 11e             | Pavel Řehák        | 2005   | Stade du parc Misaki             | 30 132   | 9                 |
| Sanfrecce Hiroshima       | 2004            | Hiroshima | 12e             | Takeshi Ono        | 2002   | Grande Arche d'Hiroshima         | 50 000   | 12                |
| Oita Trinita              | 2003            | Ōita      | 13e             | Péricles Chamusca  | 2005   | Stade d'Oita                     | 40 000   | 3                 |
| Shimizu S-Pulse           | -               | Shizuoka  | 14e             | Kenta Hasegawa     | 2005   | Stade du parc Nihondaira         | 20 299   | 13                |
| Cerezo Osaka              | 2003            | Osaka     | 15e             | Shinji Kobayashi   | 2004   | Stade Nagai                      | 50 000   | 12                |
| Kashiwa Reysol            | 1995            | Kashiwa   | 16e             | Hiroshi Hayano     | 2004   | Hitachi Kashiwa Stadium          | 15 349   | 11                |
| Kawasaki Frontale         | 2005            | Kawasaki  | 1er             | Takashi Sekizuka   | 2004   | Stade d'athlétisme de Todoroki   | 27 495   | 2                 |
| Omiya Ardija              | 2005            | Saitama   | 2e              | Toshiya Miura      | 2004   | Stade du parc Omiya              | 15 500   | 1                 |

- Tenant du titre et qualifié pour la Ligue des champions de l'AFC 2005
- Promu de la J League 2 2004

### Localisation des clubs
| \| Clubs du Grand Tokyo · Kawasaki Frontale (Kanagawa) · Kashima Antlers (Ibaraki) · Urawa Red Diamonds (Saitama) · Yokohama F. Marinos (Kanagawa) · Omiya Ardija (Saitama) · FC Tokyo (Tokyo) · JEF United Ichihara Chiba (Chiba) · Kashiwa Reysol (Chiba) · Tokyo Verdy 1969 (Tokyo) Grand Tokyo Albirex Niigata Nagoya Grampus Eight Shimizu S-Pulse Júbilo Iwata Gamba Osaka Oita Trinita Sanfrecce Hiroshima Cerezo Osaka Vissel Kobe \| Localisation des clubs engagés dans le championnat. |
| Clubs du Grand Tokyo · Kawasaki Frontale (Kanagawa) · Kashima Antlers (Ibaraki) · Urawa Red Diamonds (Saitama) · Yokohama F. Marinos (Kanagawa) · Omiya Ardija (Saitama) · FC Tokyo (Tokyo) · JEF United Ichihara Chiba (Chiba) · Kashiwa Reysol (Chiba) · Tokyo Verdy 1969 (Tokyo) Grand Tokyo Albirex Niigata Nagoya Grampus Eight Shimizu S-Pulse Júbilo Iwata Gamba Osaka Oita Trinita Sanfrecce Hiroshima Cerezo Osaka Vissel Kobe                                                           |

| Clubs du Grand Tokyo · Kawasaki Frontale (Kanagawa) · Kashima Antlers (Ibaraki) · Urawa Red Diamonds (Saitama) · Yokohama F. Marinos (Kanagawa) · Omiya Ardija (Saitama) · FC Tokyo (Tokyo) · JEF United Ichihara Chiba (Chiba) · Kashiwa Reysol (Chiba) · Tokyo Verdy 1969 (Tokyo) Grand Tokyo Albirex Niigata Nagoya Grampus Eight Shimizu S-Pulse Júbilo Iwata Gamba Osaka Oita Trinita Sanfrecce Hiroshima Cerezo Osaka Vissel Kobe |

## Compétition

### Classement
Source :  sur transfermarkt.fr
| Rang | Équipe                      | Pts | J  | G  | N  | P  | Bp | Bc | Diff |
| ---- | --------------------------- | --- | -- | -- | -- | -- | -- | -- | ---- |
| 1    | Gamba Osaka                 | 60  | 34 | 18 | 6  | 10 | 82 | 58 | +24  |
| 2    | Urawa Red Diamonds C        | 59  | 34 | 17 | 8  | 9  | 65 | 37 | +28  |
| 3    | Kashima Antlers             | 59  | 34 | 16 | 11 | 7  | 61 | 39 | +22  |
| 4    | JEF United Ichihara Chiba L | 59  | 34 | 16 | 11 | 7  | 56 | 42 | +14  |
| 5    | Cerezo Osaka                | 59  | 34 | 16 | 11 | 7  | 48 | 40 | +8   |
| 6    | Júbilo Iwata                | 51  | 34 | 14 | 9  | 11 | 51 | 41 | +10  |
| 7    | Sanfrecce Hiroshima         | 50  | 34 | 13 | 11 | 10 | 50 | 42 | +8   |
| 8    | Kawasaki Frontale P         | 50  | 34 | 15 | 5  | 14 | 54 | 47 | +7   |
| 9    | Yokohama F. Marinos T       | 48  | 34 | 12 | 12 | 10 | 41 | 40 | +1   |
| 10   | FC Tokyo                    | 47  | 34 | 11 | 14 | 9  | 43 | 40 | +3   |
| 11   | Oita Trinita                | 43  | 34 | 12 | 7  | 15 | 44 | 43 | +1   |
| 12   | Albirex Niigata             | 42  | 34 | 11 | 9  | 14 | 47 | 62 | -15  |
| 13   | Omiya Ardija P              | 41  | 34 | 12 | 5  | 17 | 39 | 50 | -11  |
| 14   | Nagoya Grampus Eight        | 39  | 34 | 10 | 9  | 15 | 43 | 49 | -6   |
| 15   | Shimizu S-Pulse             | 39  | 34 | 9  | 12 | 13 | 40 | 49 | -9   |
| 16   | Kashiwa Reysol              | 35  | 34 | 8  | 11 | 15 | 39 | 54 | -15  |
| 17   | Tokyo Verdy 1969 S          | 30  | 34 | 6  | 12 | 16 | 40 | 73 | -33  |
| 18   | Vissel Kobe                 | 21  | 34 | 4  | 9  | 21 | 30 | 67 | -37  |

|  | Qualification pour la Ligue des champions de l'AFC 2006 |
|  | Barrages de relégation |
|  | Reléguer en J League 2 2006 |
|  | T : Tenant du titre C : Vainqueur de la Coupe de l'Empereur 2005 L : Vainqueur de la Coupe de la Ligue 2005 S : Vainqueur de la Supercoupe du Japon 2005 P : Promu de D2 |

## Barrage promotion-relégation
Le match oppose le 16e de la première division contre le 3e de la deuxième division un match aller-retour.
| 7 décembre 2005 | Ventforet Kōfu          | 2 - 1   | Kashiwa Reysol | Kose Sports Park Stadium, Kōfu                  |                                                 |
|                 | Kuranuki 26e · Baré 49e | (1 - 1) | 12e Reinaldo   | Spectateurs : 12 372 Arbitrage : Joji Kashihara | Spectateurs : 12 372 Arbitrage : Joji Kashihara |
|                 | Rapport                 |         |                | Spectateurs : 12 372 Arbitrage : Joji Kashihara | Spectateurs : 12 372 Arbitrage : Joji Kashihara |

| 10 décembre 2005 | Kashiwa Reysol             | 2 - 6   | Ventforet Kōfu               | Hitachi Kashiwa Soccer Stadium, Kashiwa          |                                                  |
|                  | Reinaldo 53e · Unozawa 87e | (0 - 2) | 11e 28e 54e 69e 70e 88e Baré | Spectateurs : 12 013 Arbitrage : Masayoshi Okada | Spectateurs : 12 013 Arbitrage : Masayoshi Okada |
|                  | Rapport                    |         |                              | Spectateurs : 12 013 Arbitrage : Masayoshi Okada | Spectateurs : 12 013 Arbitrage : Masayoshi Okada |

## Statistiques

### Meilleurs buteurs
|                    | Buteur        | Club                | Buts | Pen. | MJ | BM%  | Min.  |
| ------------------ | ------------- | ------------------- | ---- | ---- | -- | ---- | ----- |
| Médaille d'or      | Clemerson     | Gamba Osaka         | 23   | 0    | 33 | 1,00 | 2 944 |
| Médaille d'argent  | Washington    | Tokyo Verdy 1969    | 22   | 0    | 33 | 0,67 | 2 886 |
| Médaille de bronze | Edmílson      | Albirex Niigata     | 18   | 0    | 33 | 0,55 | 2 929 |
| 4                  | Magno Alves   | Oita Trinita        | 18   | 0    | 33 | 0,55 | 2 936 |
| 5                  | Hisato Satō   | Sanfrecce Hiroshima | 18   | 0    | 32 | 0,56 | 2 359 |
| 6                  | Masashi Oguro | Gamba Osaka         | 16   | 0    | 31 | 0,52 | 2 560 |
| 7                  | Juninho       | Kawasaki Frontale   | 16   | 0    | 31 | 0,52 | 2 726 |
| 8                  | Alex Mineiro  | Kashima Antlers     | 15   | 0    | 27 | 0,56 | 2 258 |
| 9                  | Robert Cullen | Júbilo Iwata        | 13   | 0    | 31 | 0,42 | 1 910 |
| 10                 | Ryōichi Maeda | Júbilo Iwata        | 12   | 0    | 25 | 0,48 | 1 860 |

| Source : CLASSEMENT DES BUTEURS J1 LEAGUE 2005 Légende Pen. : Nombre de pénaltys MJ : Nombre de matchs joués BM% : Ratio de buts par match Min. : Temps de jeu total en minutes |

## Parcours continental des clubs
Le parcours des clubs japonais en Ligue des champions de l'AFC est important puisqu'il détermine le coefficient AFC japonais, et donc le nombre de clubs japonais présents dans la compétition les années suivantes.
| Club                | Compétition         | Résultat        | Ultime(s) adversaire(s) | Ultime(s) adversaire(s) | Ultime(s) adversaire(s) |
| ------------------- | ------------------- | --------------- | ----------------------- | ----------------------- | ----------------------- |
| Yokohama F. Marinos | Ligue des champions | Phase de Groupe | Shenzhen Jianlibao      | Suwon Samsung Bluewings | Hoàng Anh Gia Lai       |
| Júbilo Iwata        | Ligue des champions | Phase de Groupe | Shandong Taishan        | PSM Makassar            | BEC Tero Sasana         |

## Résultats complets
- (en) Rsssf.com